# Demografie středověké Evropy
Demografie středověké Evropy je označením pro výzkum demografických poměrů v Evropě v době středověku, tj. v 5. až 15. století. Zabývá se odhady počtu lidí, žijících v Evropě během středověku, a populačními trendy a pohyby. Demografie byla v mnoha směrech určujícím faktorem historických změn středověku.

## Vývoj
Úrovně počtu obyvatel v Evropě během středověku lze zhruba kategorizovat takto:
- 400–1000: stabilně nízký počet obyvatel
- 1000–1250: rychlý nárůst populace
- 1250–1350: stabilní relativně vysoký stav obyvatelstva
- 1350–1420: prudký pokles
- 1420–1470: stabilně nízký stav obyvatelstva
- 1470–dále: pomalý nárůst, zrychlující se na počátku 16. století, tj. již v období novověku

### Léta 400–1000
Spolu se zánikem antického světa došlo k prudkému poklesu populace, nejnižšího stavu bylo dosaženo kolem roku 542 kvůli epidemii dýmějového moru (Justiniánský mor, poslední velká morová epidemie před příchodem Černé smrti ve 14. století). Odhady počtu celkového obyvatelstva Evropy v této době jsou spekulativní, v době karolinské renesance se odhadují na 25–30 milionů osob, z toho 15 milionů ve Franské říši. Existovaly velké disproporce v hustotě obyvatelstva, hustě zalidněné oblasti oddělovala značně neproniknutelná divočina, kterou procházely pouze nebezpečné obchodní stezky.

### Léta 1000–1250
V 11. století se rozloha ekumeny začala zvětšovat s tím, jak lidé pronikali do dosud neosídlených oblastí. Na území českého knížectví toto období odpovídá první fázi středověké kolonizace, kdy bylo území osídlováno převážně slovanským obyvatelstvem. Mezi příčiny této expanze patří také oteplení podnebí, známé jako středověké klimatické optimum. To umožnilo delší a produktivnější vegetační období. Skončilo také období nájezdů Vikingů a Maďarů, což vyústilo ve větší politickou stabilitu. Pokroky ve středověkých technologiích umožnily obhospodařovat rozsáhlejší území; sociální stabilitu zvýšily také reformy církve v 11. století. Kolonizace nových území byla podporována vyššími společenskými vrstvami (panovníkem, šlechtou). Připoutání obyvatelstva k půdě v důsledku nevolnictví začalo oslabovat díky rozšíření peněžní ekonomiky. Obyvatelé byli do nových oblastí lákáni sliby osobní svobody. S tím, jak byly osídlovány nové oblasti, rostl přirozeně také počet obyvatel.

### Léta 1250–1350
Kolem roku 1300 byla Evropa, jak se někteří domnívají, přelidněna. V Anglii, která měla v roce 1086 kolem 1 milionu obyvatel, dosáhl v tomto období počet obyvatel 5–7 milionů. Francie (která byla v tomto období geograficky menší než dnes) měla v roce 1328 18–20 milionů obyvatel. Tento počet nebyl poté překročen až do počátku moderního období. Například oblast Toskánska měla v roce 1300 2 miliony obyvatel, což nebylo poté překonáno až do roku 1850. Celkový maximální počet obyvatel Evropy v tomto období se odhaduje na 70–100 milionů.
Existuje teorie o malthusiánské pasti, ve které se právě v této době Evropa ocitla.